# Skalka (kraj ołomuniecki)
Skalka – gmina w Czechach, w powiecie Prościejów, w kraju ołomunieckim. Według danych z dnia 1 stycznia 2012 liczyła 253 mieszkańców.
Zobacz też:
- Skalka